# Народна библиотека „Др Милован Спасић” Рековац
Народна библиотека „Др Милован Спасић” Рековац је основана 12. октобра 1928. године, ангажовањем групе левачких интелектуалаца са професором књижевности Петром Поповићем. Библиотека је у почетку била у просторијама Основне школе у Рековцу и поред ученика, користили су је и грађани Рековца и околних села. Њоме су руководили просветни радници Илић Раковић, Драган Степановић и Крста Чабрић.
Данас Библиотека носи име по Миловану Спасићу, родом из Рековца, доктору филозофије, академику и првом српском библиотекару.

## Историјат
Од 1963. године Библиотека ради у саставу Радничког универзитета „Душан Поповић”. Решењем Скупштине општине Рековац од 27. септембра 1974. године спајањем универзитета из Рековца и Белушића, спајају се и библиотеке. На тај начин се стварају и услови за нормалан рад и развој. Отворена су одељења за децу и одрасле, читаоница, магацин са књигама, сала за састанке са 20 седишта, Галерија, канцеларија за управника.
Раднички универзитет „Душан Поповић”, 1986. године, мења делатност у Народну библиотеку, која самостално почиње да ради од 1. октобра исте године. НИРО „Политика” из Београда 12. октобра 1987. године библиотеци даје име „Рибникар” (по презимену оснивача Политике). Библиотека је имала два огранка у Белушићу и Драгову. Нова библиотека је смештена у адаптираној и лепо сређеној згради. У саставу Библиотеке су се налазиле Галерија и биоскоп. У фонду је било 30.000 књига и 1500 чланова. 

## Библиотека данас
Библиотека се налази у центру Рековца у посебној згради. Укупан књижни фонд износи 34.989 јединица. У приземном делу је Позајмно одељење за децу и галеријски простор. На спрату Библиотеке се налази Позајмно одељење за рад са одраслим корисницима са читаоницом од 20 читалачких места, лисни алфабетски каталог и каталог по наслов у за дечију књигу, завичајна збирка, радни простор где се врши стручна обрада. 
Данас Библиотека свој рад остварује преко следећих одељења: Позајмно одељење за одрасле кориснике са читаоницом и Завичајном збирком, Позајмно одељење за децу до 14 година, Служба за обављање админстративних послова и Подручна одељења у Белушићу и Драгову. У Установи је запослено шест радника. Библиотечке послове у Библиотеци обављају три радника, два са високом стручном спремом и одговарајућим библиотечким звањима и један са вишом спремом. 
Библиотека је пуноправна чланица Виртуелне библиотеке Србије (ВБС) и корисник програма COBISS од 2008. године. Укључена је у библиотечко-информациони систем Србије, COBISS/3, ради се стручна обрада књига и електронска позајмица.

## Признања
Народна библиотека „Др Милован Спасић” је 1978. године добитник награде „Милорад Панић Суреп” за постигнуте резултате у развоју библиотекарске делатности.